# 巴巴詹達雷村
巴巴詹達雷（波斯語：‎，罗马化：Bābājān Darreh），是伊朗吉兰省阿姆拉什县蘭庫区科吉德鄉的一个村。2006年人口普查顯示該村人口为13人，分佈於4个家庭中。